# Museo Arqueológico de Jora
El Museo Arqueológico de Jora es un museo fundado en 1969 en Jora, una ciudad del municipio de Pilos-Néstor, en Grecia.
En la escalera exterior hay dos bustos de los arqueólogos Carl Blegen y Spyridon Marinatos, que dirigieron las principales excavaciones de los yacimientos arqueológicos de Mesenia en el siglo XX.
El museo se halla extendido entre un sótano que es donde se encuentran las instalaciones destinadas a la investigación y también es un área de almacenamiento y la planta principal, que es el espacio destinado a la exposición.

## Colecciones
El museo contiene una colección de objetos pertenecientes principalmente a los periodos heládico medio y  micénico procedentes de yacimientos arqueológicos de Mesenia. Entre ellos, se encuentran los hallazgos procedentes del palacio de Epano Englianos, que es la ubicación donde se encontraba la famosa Pilo en la Edad del Bronce.

### Sala 1
La primera sala expone objetos procedentes de las excavaciones de Marinatos en las áreas de Pilos y de Trifilia, como los de los yacimientos arqueológicos de Peristeriá, Mirsinojori, Volimidia, Papulia y Tragana. Principalmente constan de cerámica y objetos de ajuares funerarios, entre los que destacan algunos grandes pithoi funerarios, copas de oro y una diadema procedentes de Peristeriá y los jarrones del grupo de tumbas Angelopoulos de Volimidia, entre otros.

### Sala 2
La segunda sala alberga objetos procedentes del llamado Palacio de Néstor de Epano Englianos. Entre ellos destacan fragmentos de frescos y objetos votivos. También hay reproducciones de las inscripciones en lineal B halladas allí, pero los originales se hallan en el Museo Arqueológico Nacional de Atenas.

### Sala 3
En la tercera sala hay también hallazgos del Palacio de Néstor y también otros procedente de otras áreas de excavación de la zona. Destacan los procedentes del asentamiento de la ciudad inferior, donde vivían las personas relacionadas de una u otra manera con el palacio. Entre ellos, hay objetos de ajuares funerarios de uso cotidiano como recipientes, objetos para el aseo, y adornos, y también algunas armas.

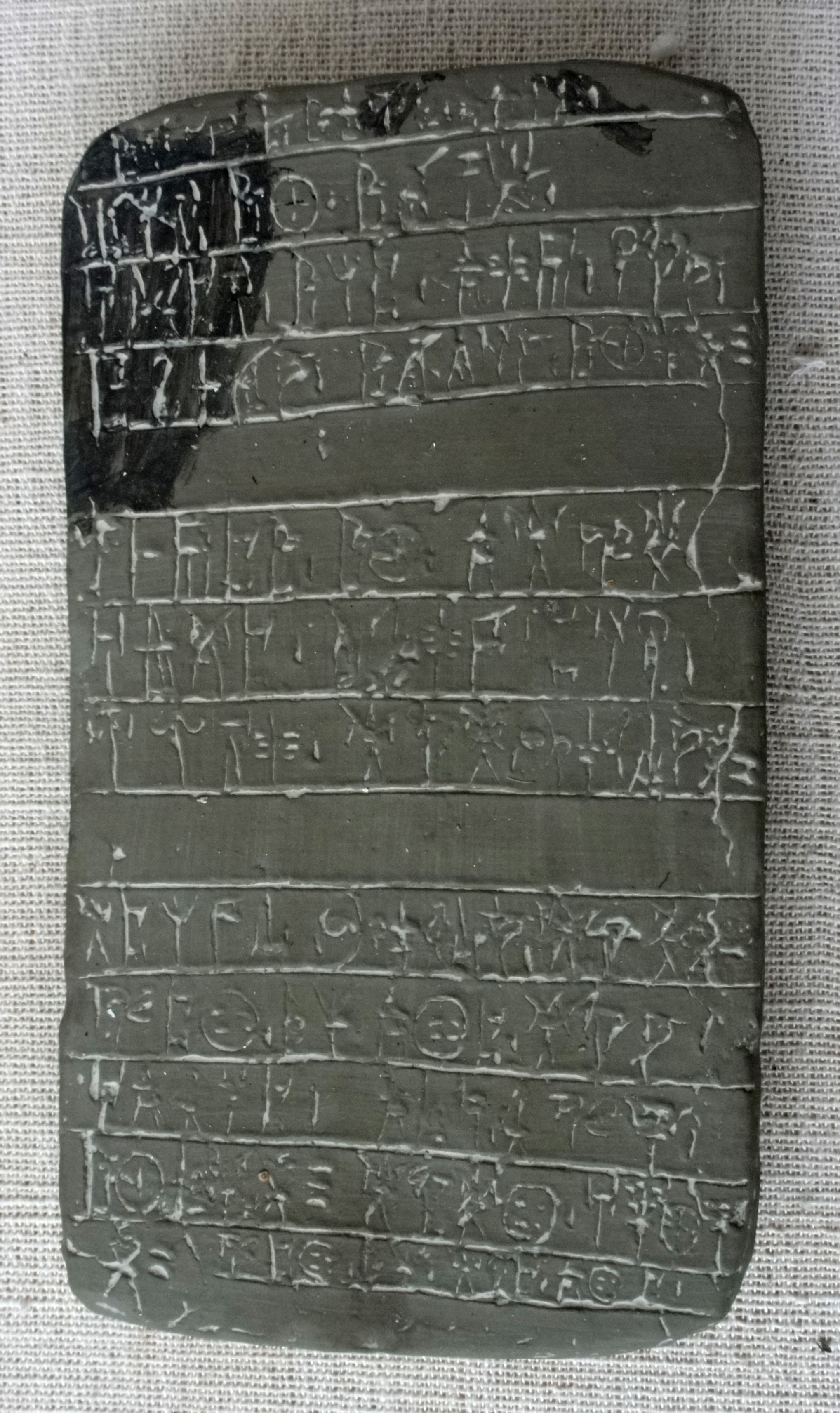
Reproducción de una tablilla de lineal B procedente del palacio de Epano Englianos.
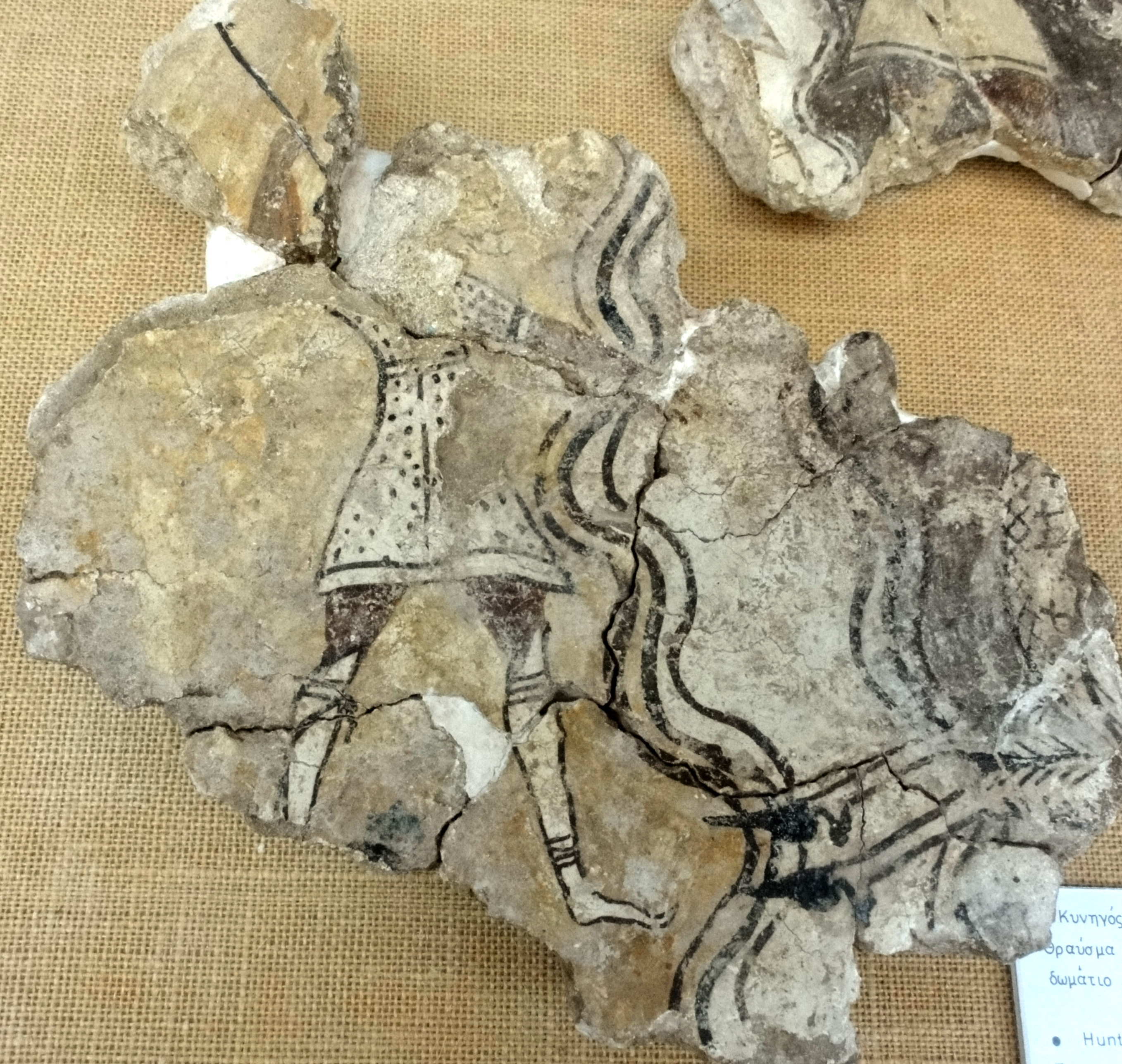
Fragmento de fresco micénico del palacio de Epano Englianos.
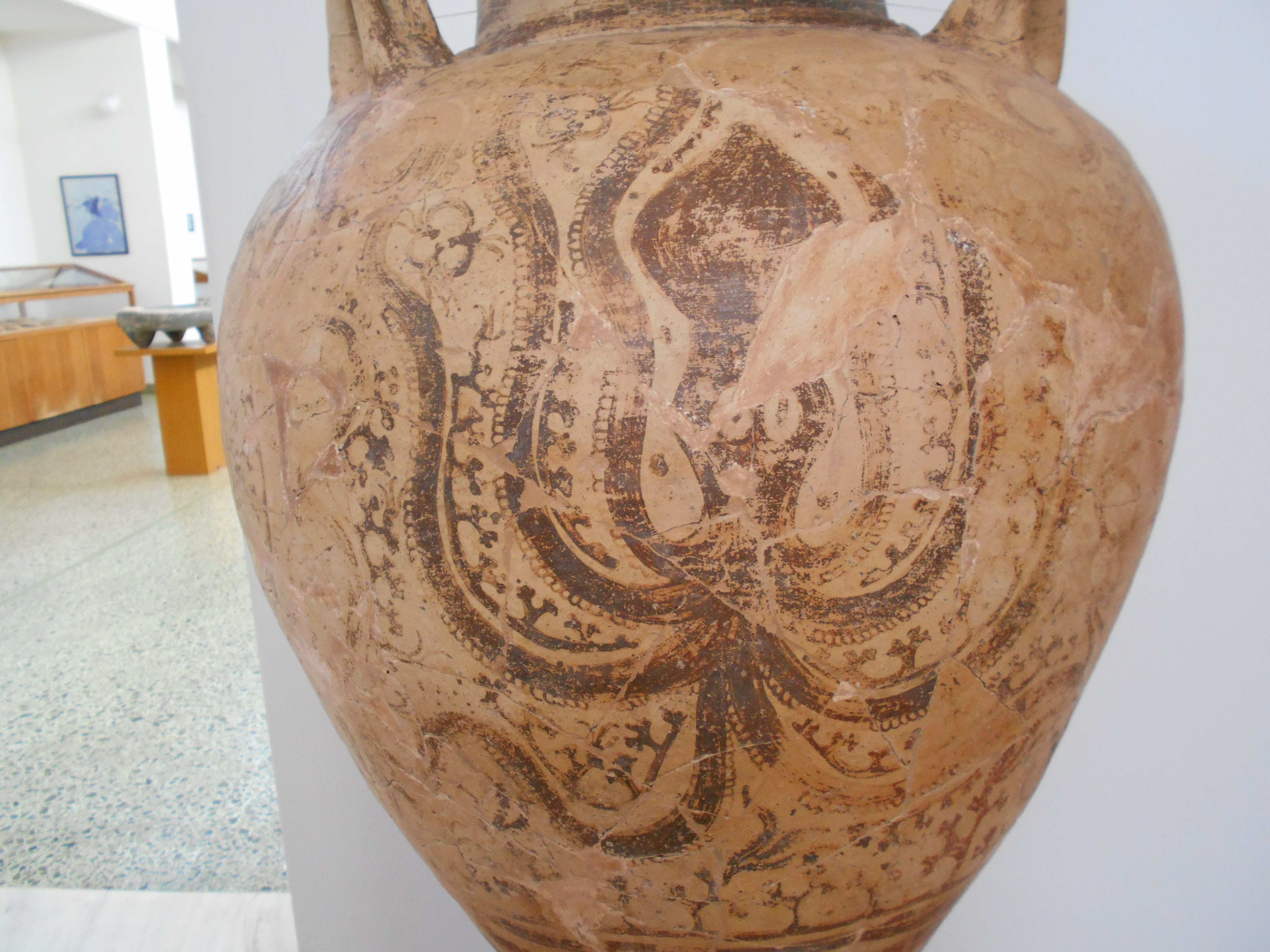
Pieza de cerámica.